# Penka Stojanova
Penka Stefanova Stojanova (in bulgaro Пенка Стефанова Стоянова?; Plovdiv, 21 gennaio 1950 – 16 agosto 2019) è stata una cestista bulgara.

## Carriera
Con la Bulgaria ha disputato due edizioni dei Giochi olimpici (Montréal 1976, Mosca 1980), i Campionati mondiali del 1967 e otto edizioni dei Campionati europei (1968, 1970, 1972, 1974, 1976, 1978, 1980, 1981).